# Наньнінський метрополітен
Наньнінський метрополітен (кит.: 南宁轨道交通) — система ліній метро в місті Наньнін, Гуансі-Чжуанський автономний район, КНР. Метрополітен відкрився 28 червня 2016 року. Всі станції метро в місті підземні.

## Історія
Будівництво метрополітену розпочалося в червні 2010 року, початкова ділянка відкрита літом 2016 року складалася з 10 станцій та 11.2 км.

### Подальший розвиток
- 28 грудня 2016 —  відкрилося ще 15 станцій Лінії 1, ділянка «Nanhu»—«Shibu».
- 28 грудня 2017 — відкрилася початкова ділянка Лінії 2.
- 6 червня 2019 — була відкрита Лінія 3[2].
- 10 вересня 2020 — на діючій ділянці Лінії 3 відкрито станцію «Donggouling».
- 23 листопада 2020 — відкрилося розширення Лінії 2 на 5 станції та 6,3 км (ділянка «Yudong»—«Tanze»), Також була відкрита початкова ділянка Лінії 4 в складі 16 станцій[3][4].

## Лінії
| №       | Дата відкриття    | Останнє продовження | Кількість станцій | Кінцеві станції                     | Довжина в км |
| ------- | ----------------- | ------------------- | ----------------- | ----------------------------------- | ------------ |
| Лінія 1 | 28 червня 2016    | 28 грудня 2016      | 25                | «Shibu»—«Nanning East»              | 31,6         |
| Лінія 2 | 28 грудня 2017    | 23 листопада 2020   | 23                | «Xijin»—«Tanze»                     | 27,3         |
| Лінія 3 | 6 червня 2019     | 20 вересня 2020     | 23                | «Keyuan Dadao»—«Pingliang Overpass» | 27,9         |
| Лінія 4 | 23 листопада 2020 | —                   | 16                | «Hongyun Lu»—«Lentangcun»           | 20,7         |

## Розвиток
На кінець 2020 року в місті будується ще 1 нова лінія, будівництво якої має завершитися до кінця 2021 року. Ще 5 нових ліній проєктуються.
- Лінія 5 (блакитна) — 17 станцій та 20,21 км за планом відкриються в 2021 році.

## Режим роботи
Працює з 6:30 до 22:30.

## Галерея

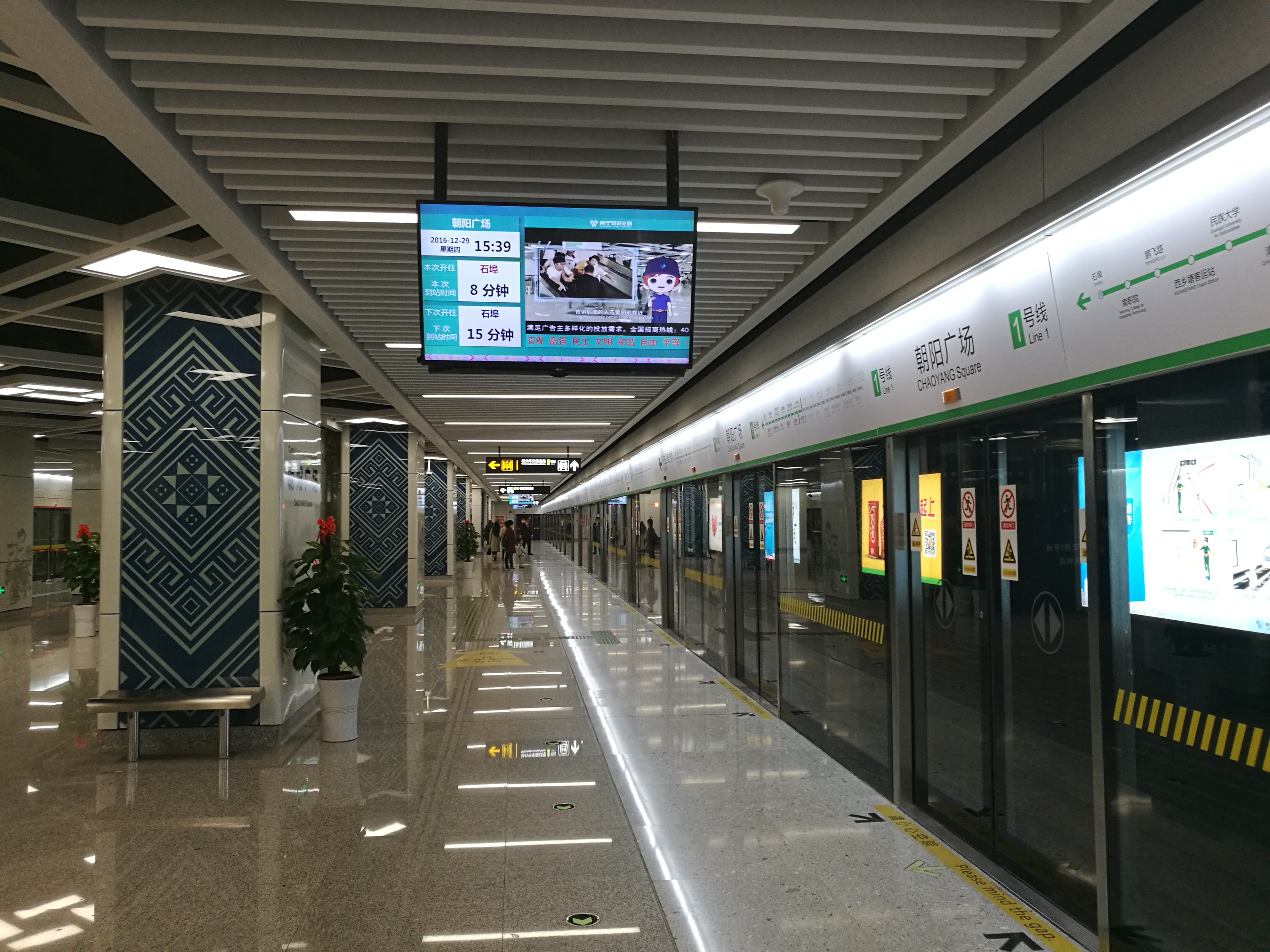
Станція «Chaoyang Square»
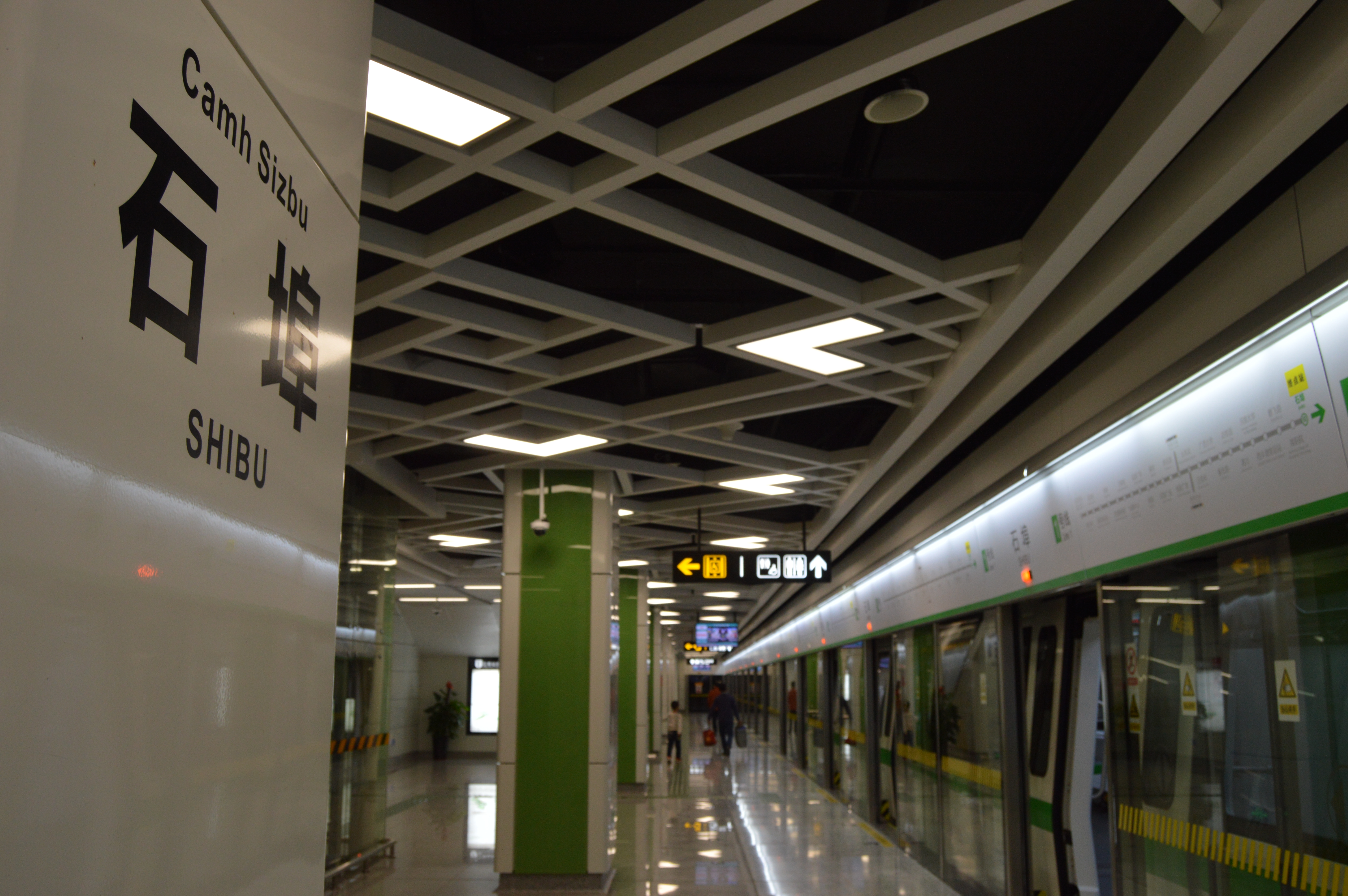
Станція «Shibu»
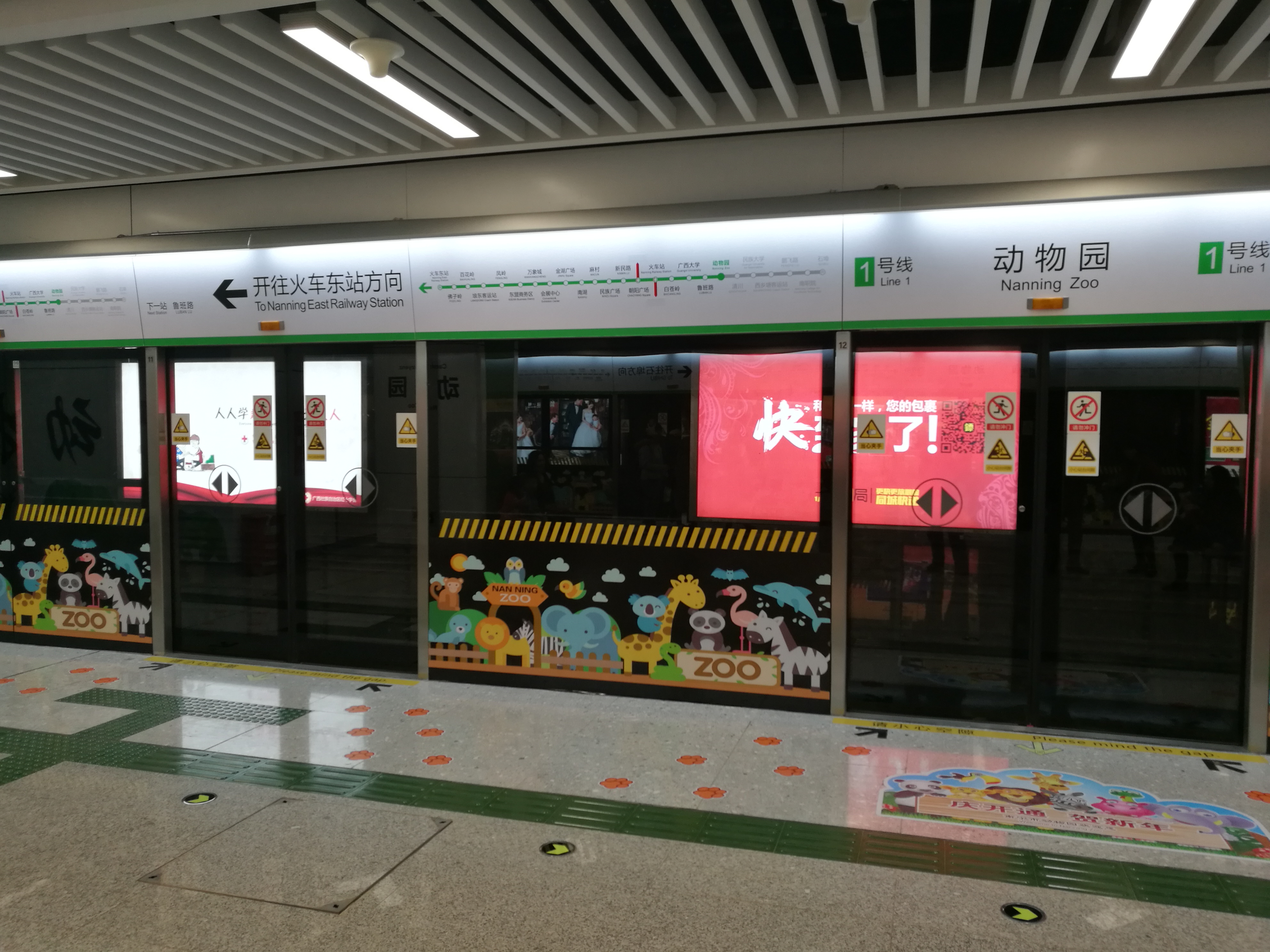
Станція «Nanning Zoo»
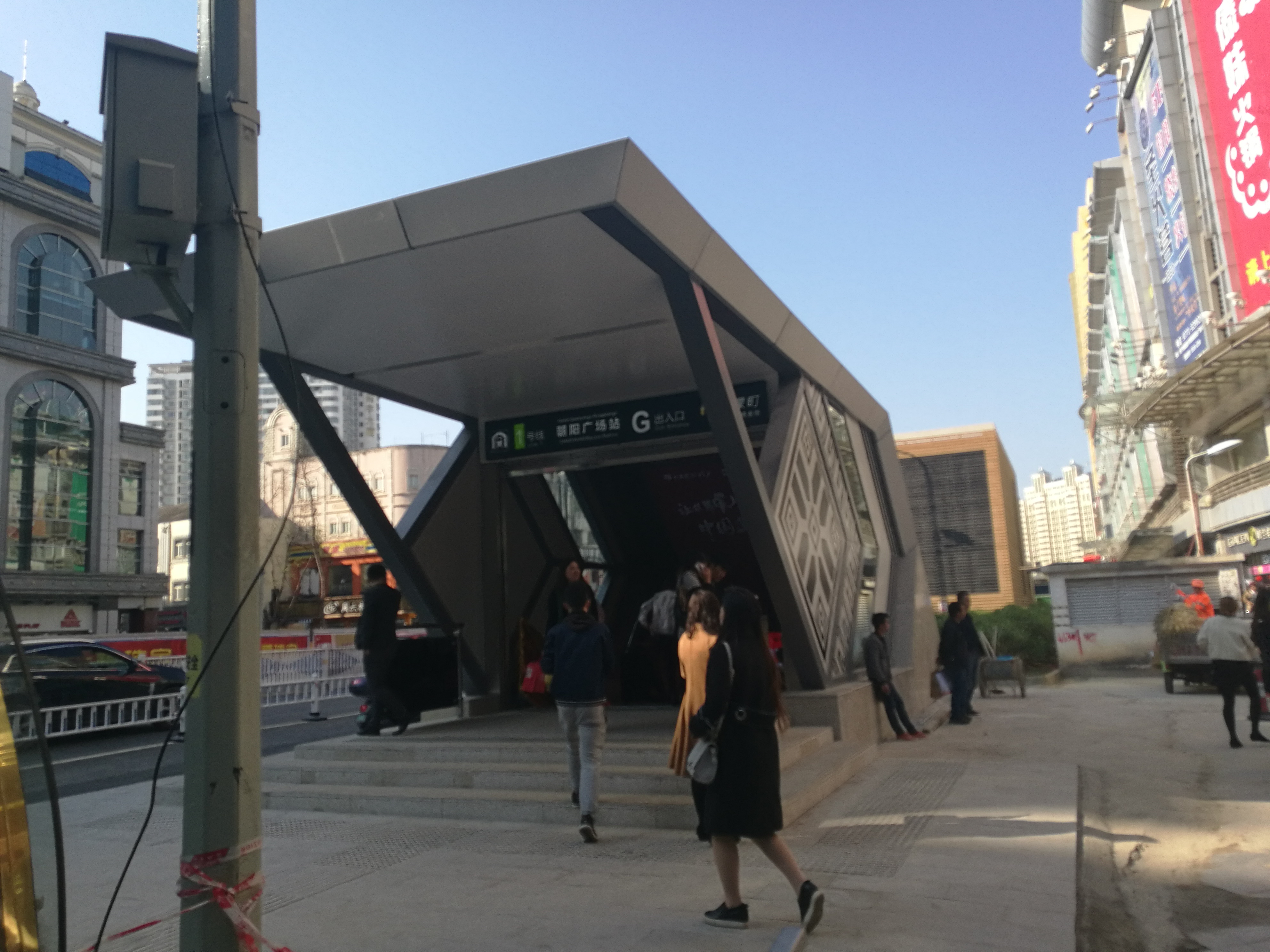
Вихід зі станції «Chaoyang Square»
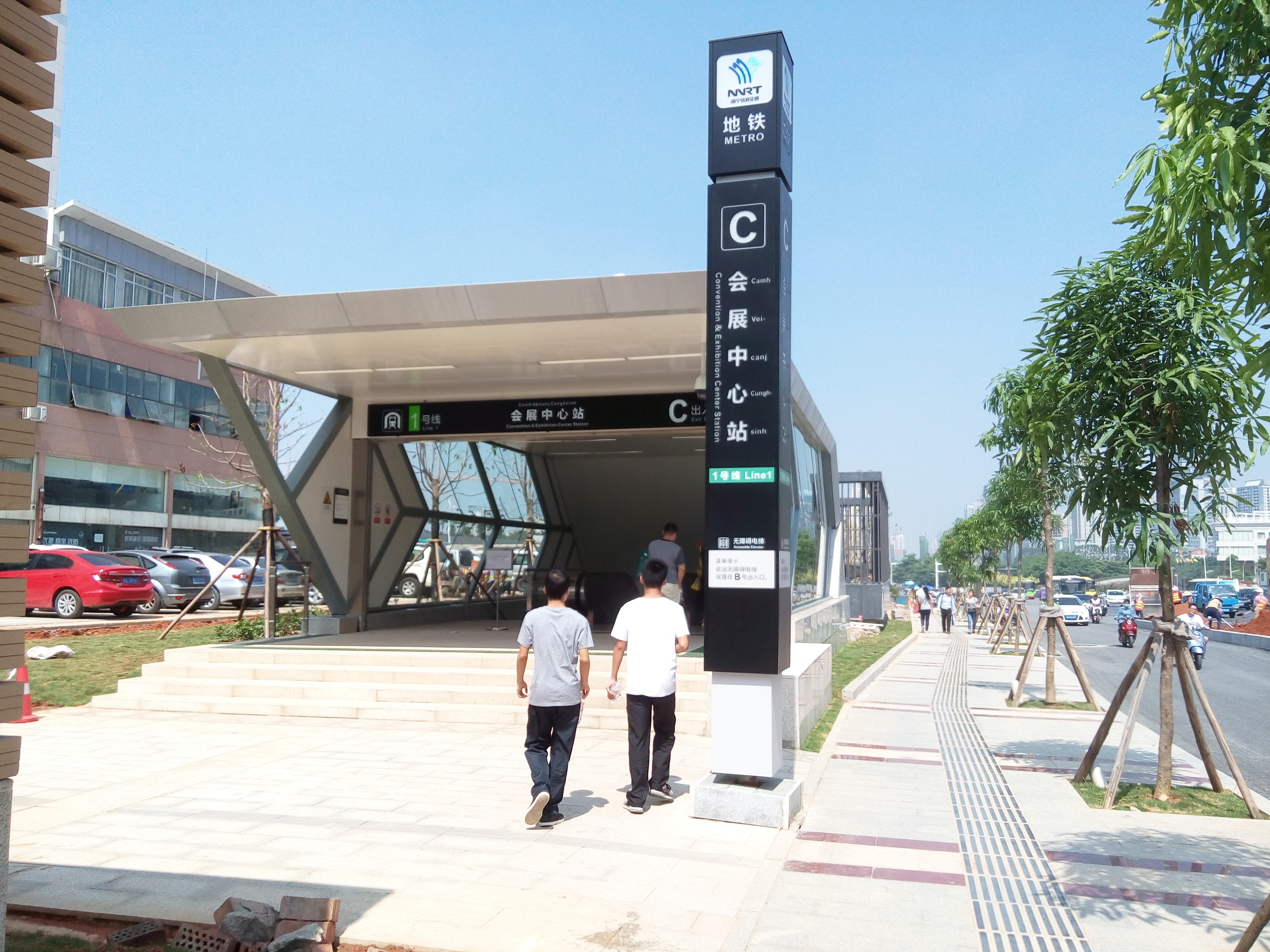
Вихід зі станції «Convention & Exhibition Center»
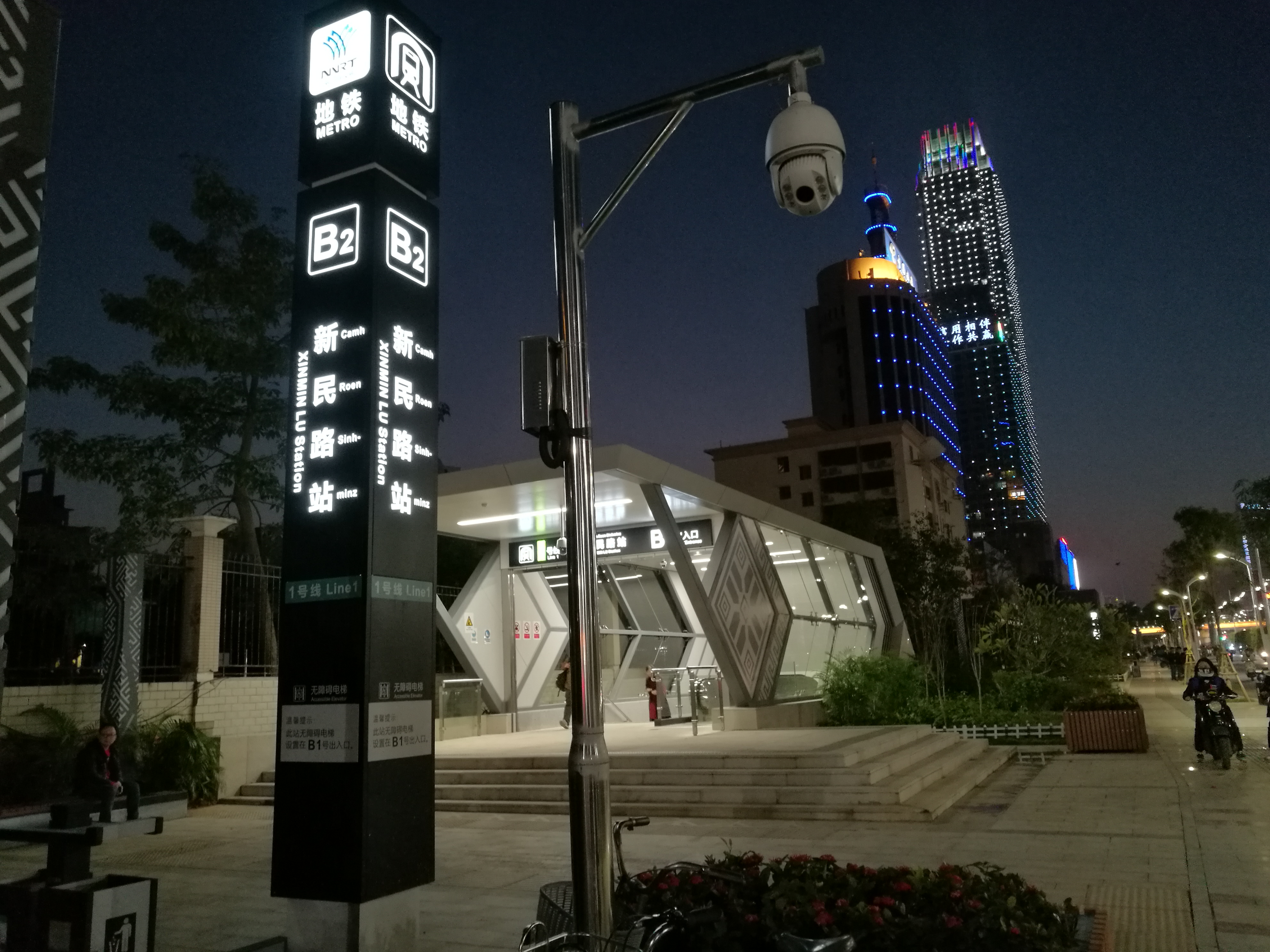
Вихід зі станції «Xinmin Lu»
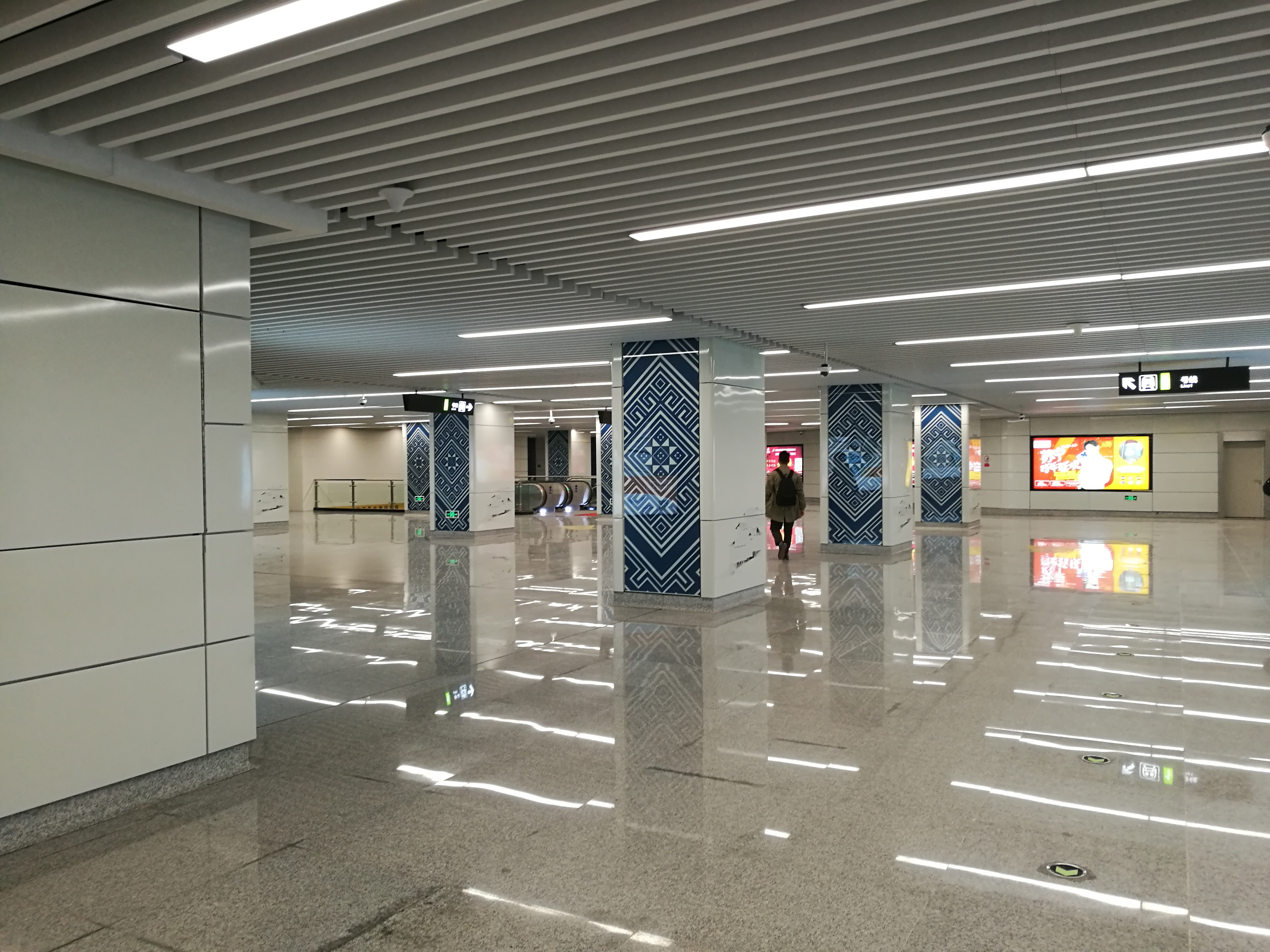
Вестибюль станції «Nanning Railway»
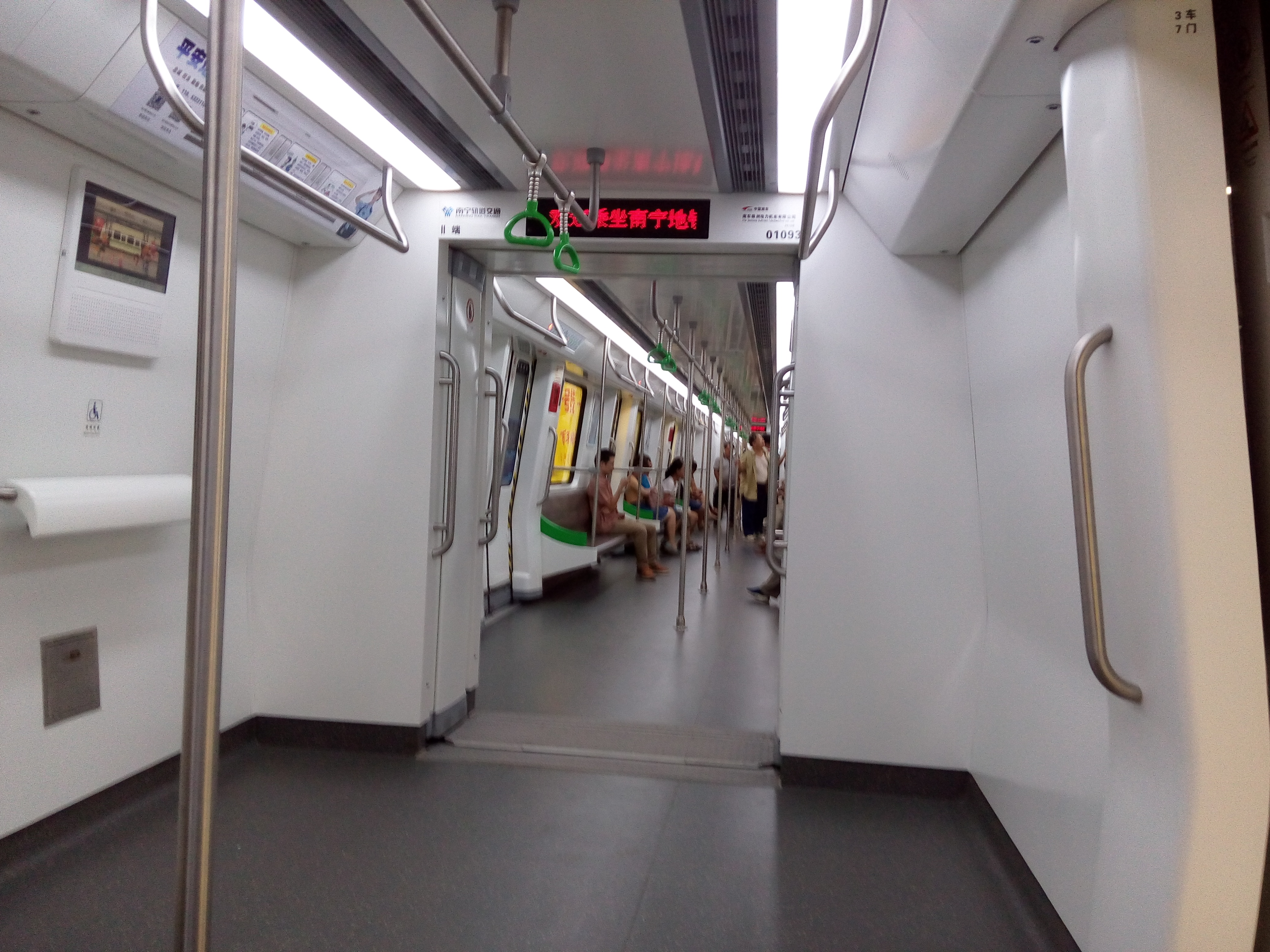
Всередині вагона , Лінія 1